# Quay (Oklahoma)
Pour les articles homonymes, voir Quay.
Quay est une census-designated place des comtés de Pawnee et de Payne, dans l'État d'Oklahoma, aux États-Unis,. En 2020, elle compte une population de 39 habitants.